# Daniel Prenn
Daniel Prenn (Vílnius, Imperi Rus, 7 de setembre de 1904 − Dorking, Regne Unit, 3 de setembre de 1991) fou un tennista polonès, alemany i britànic, d'origen rus.
Va destacar entre els anys 1928 i 1932 com a millor tennista alemany, i va arribar a ser finalista a Wimbledon en dobles mixts.

## Biografia
Va néixer a Vílnius però bàsicament va créixer a Sant Petersburg. La seva família va fugir de Rússia a causa de l'antisemitisme i es va establir a Berlín l'any 1920, després de la Primera Guerra Mundial. Es va doctorar en enginyeria l'any 1929 a Charlottenberg.
Amb la constitució del Tercer Reich, Prenn va ser vetat per ser jueu i va haver d'emigrar. El seu col·lega Gottfried von Cramm va protestar contra el tractament que havia rebut Prenn, i com a conseqüència, von Cramm va ser empresonat amb càrrecs per homosexualitat. Inicialment va sol·licitar la llicència de jugador a Polònia i formar part de l'equip polonès de Copa Davis, però la federació polonesa va declinar la sol·licitud perquè prèviament havia rebutjat la nacionalitat polonesa, i finalment va emigrar a Anglaterra per continuar amb la seva carrera tennística. Després de retirar-se va continuar vivint a Anglaterra i va esdevenir empresari. Va fundar l'empresa Truvox Engineering a Kentish Town l'any 1932, dedicada a la fabricació d'equipament d'àudio. Va vendre l'empresa a Racal Electronics el 1969, i l'any següent va crear Celestion Electronics, dedicada a la producció d'altaveus.
Va tenir diversos fills, entre els quals, Oliver fou també tennista arribant a competir a Wimbledon.

## Torneigs de Grand Slam

### Dobles mixts: 1 (0−1)
| Resultat  | Núm. | Any  | Torneig   | Parella          | Oponents                     | Marcador |
| --------- | ---- | ---- | --------- | ---------------- | ---------------------------- | -------- |
| Finalista | 1.   | 1930 | Wimbledon | Hilde Krahwinkel | Elizabeth Ryan Jack Crawford | 1−6, 3−6 |